# Kim Gubser
Kim Gubser, né le 17 mai 2000, est un skieur freestyle suisse.

## Palmarès

### Jeux olympiques
| Édition / Épreuve          | Big air | Slopestyle |
| -------------------------- | ------- | ---------- |
| Jeux olympiques 2022 Pékin | 23e     | 12e        |

### Championnats du monde
| Édition / Épreuve   | Big air | Slopestyle |
| ------------------- | ------- | ---------- |
| Mondiaux 2019 Utah  | 14e     | 18e        |
| Mondiaux 2021 Aspen |         | 5e         |

Légende :
- : troisième place, médaille de bronze